# Uomo che soffia su un tizzone
Uomo che soffia su un tizzone è un dipinto a olio su tela di Matthias Stomer. È conservato presso la Galleria Regionale del Palazzo Abatellis di Palermo. Proviene dalla collezione Ruffo di Messina. Fa parte del numeroso gruppo di opere realizzate dall'artista olandese in Sicilia.